# Roatán
Roatán é uma ilha e uma cidade das Honduras. A cidade é capital do departamento de Islas de la Bahía e a ilha é a maior do arquipélago, situando-se no mar das Caraíbas entre Útila e Guanaja. Tem 45 km de comprimento por menos de 8 km no ponto mais estreito, e fica a 30 milhas da costa hondurenha.